# Aprilia 6.5 Motó
La 6.5 Motó est un modèle de motocyclette du constructeur italien Aprilia ; elle a été commercialisée de 1996 à 2002.
La 6.5 Motó se singularise par son design original tout en courbes qui est l'œuvre du designer Philippe Starck. Le réservoir enveloppe tout le haut moteur et cache la culasse. Le radiateur de grande dimension occupe tout l'avant de la moto. La face avant se limite à un simple phare rond surmonté de deux compteurs. Afin d'épurer encore davantage la ligne, l'échappement en acier inoxydable est très réduit : un simple tube qui court le long du cadre à droite et un silencieux qui s'arrête au-dessous du repose-pied passager. La coque arrière se termine par un petit feu pointu. Le moteur est enserré au plus près dans un cadre en acier tubulaire en forme d'œuf.
Bien qu'elle ait essentiellement été commercialisée en gris mat et avec l'avant du réservoir orange, elle est aussi apparue dans des coloris plus discrets : gris mat et noir ou gris mat et crème. Le revêtement de selle est le même pour tous les modèles : gris foncé pour l'assise conducteur, gris clair pour le passager.
Son esthétique particulière ne lui assura pas un succès dans le monde motard, plutôt conservateur.
La 6.5 Motó est motorisée par un monocylindre Rotax, de 650 cm3 à deux arbres à cames et cinq soupapes. Ce moteur est déjà utilisé sur la 650 Pegaso. Alimenté par un carburateur Mikuni de 40 mm de diamètre, il délivre une quarantaine de chevaux pour un couple de 5 mkg.